# Hippolyte Lefèbvre
Hippolyte-Jules Lefebvre (Lille 1863 - 1935) fue un escultor y académico francés que recibió en su día numerosas medallas en señal del reconocimiento oficial, pero que actualmente se encuentra en gran medida olvidado. 
Sus obras más destacadas son la monumental escultura ecuestre de Juana de Arco y de Luis IX de Francia, creadas en 1927 y que custodian la fachada principal de la Basílica del Sagrado Corazón, París.
Hizo sus primeros estudios en la École des Beaux-Arts de Lille. En 1882 se trasladó a París, donde fue alumno de Pierre-Jules Cavelier, Louis-Ernest Barrias y Jules Coutan. Comenzó a exponer regularmente en el Salón des Artistes Français de 1887, y en 1892 ganó el Gran Premio de Roma de escultura. Tras su estancia en la Villa Médici de Roma, regresó a París, donde ejerció una exitosa carrera oficial. Miembro de la Academia desde 1920. Fue nombrado caballero de la Legión de Honor, y oficial en 1925.
Aparte de en el Sacré-Coeur, su escultura pública ha de ser vista también en el Grand Palais, París, donde recibió una medalla de oro en la Exposición Universal (1900). Su figura funeraria arrodillada de Léon-Adolphe, Cardenal Amette de 1923, se encuentra en la Capilla de Saint-Vincent-de-Paul, Notre-Dame de París. Fue llamado a suministrar las esculturas para una serie de monumentos a los caídos de la Primera Guerra Mundial.
Su trabajo también se puede encontrar disperso en múltiples localizaciones como son:
- el friso de "Apolo rodeado por las musas" en el Teatro de la Ciudad de Lille;
- la Alegoría de la República en la Cour d'Honneur de la embajada de Francia en Viena (los medallones de la fachada son de Gasq y Sicard, construido 1904)[1]
- un mármol de Níobe en la Tour de Roland, de Arlés;[2]
- y en el Ayuntamiento de Roubaix, las figuras alegóricas de la Abundancia a la derecha con sus flores y frutos y a la izquierda, la Paz con una rama de olivo. Son el marco del escudo de la ciudad de Roubaix, obra de André Laoust.

Lefebvre es a menudo requerido para hacer medallas conmemorativas, como una celebración del centenario de la independencia argentina, en 1910,; una conmemorativa de Jules Gosset, para la Société des Sciences, Lille, y otra que el arquitecto Louis Cordonnier, miembro del Instituto de Francia, distribuyó entre amigos y colegas, del 26 de enero de 1912; así como una para la Fundación Firmin Rainbeaux, 1930.
Una calle conmemora su nombre en Lille y un muelle en Mondeville.

## Obras
Es el autor del medallón-retrato del arquitecto Lucien Magne, en el interior de la tumba familiar del cementerio de Eaubonne. 48°59′45″N 2°16′8″E / 48.99583, 2.26889 Rodeados de mosaicos, el conjunto se completa con los medallones de Henri-Marcel Magne (1877-1944), obra de Pierre Turin, y el de Lucille, hija del astrónomo Urbain Le Verrier, obra de Emile Hebert (fr).

## Notas y referencias

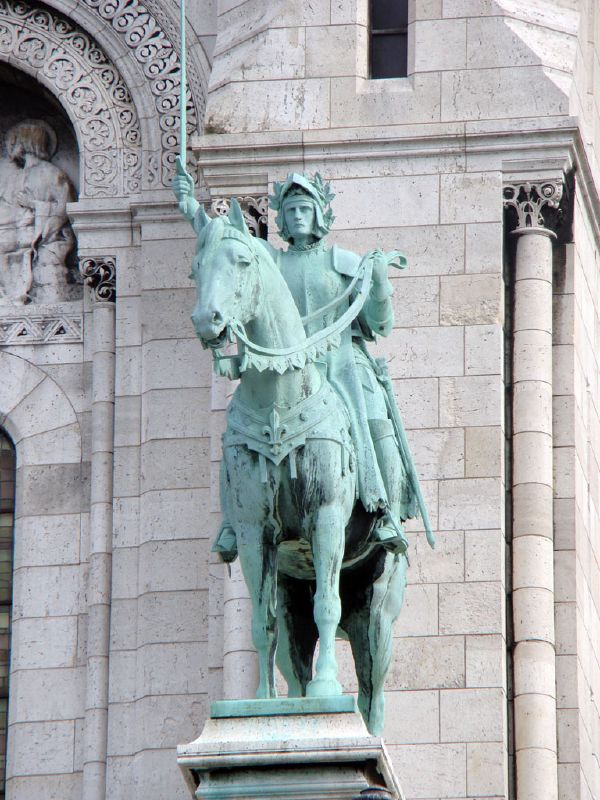
Juana de Arco